# Раминью
Раминью (порт. Raminho) — район (фрегезия) в Португалии, входит в округ Азорские острова. Расположен на острове Терсейра. Является составной частью муниципалитета Ангра-ду-Эроижму. Население составляет 550 человек на 2001 год. Занимает площадь 11,25 км².
Покровителем района считается Франциск Ксаверий (порт. Francisco Xavier).